# Efecto fundador

Efecto fundador: La población original (izquierda) podría dar lugar a diferentes poblaciones fundadoras (derecha).

En genética de poblaciones, se conoce como efecto fundador a las consecuencias derivadas de la formación de una nueva población de individuos a partir de un número muy reducido de estos. Para los miembros de esta nueva población y sus descendientes es como si el resto de los individuos de su especie hubiesen desaparecido, por lo que sus particularidades son muy similares a las que experimenta una especie tras un cuello de botella. Si el número de individuos iniciales era excepcionalmente bajo (cuatro o cinco, una sola pareja) se dice que la población presenta un efecto fundador extremo.
Además de la baja diferenciación genética entre los individuos, las poblaciones con efecto fundador pueden presentar alelos raros en exceso o carecer de otros comunes en la especie original, ya que la población se ha originado a partir de una pequeña muestra de individuos que no era representativa de la diversidad genética original. 
El efecto de factores como la deriva genética, la selección natural y una disminución de la migración (que produce una reducción del flujo génico), sobre estas poblaciones originadas a partir de un reducido grupo de individuos iniciales, da lugar a la fijación de alelos, algunos de ellos raros como se ha comentado anteriormente. Esto conduce a una disminución de la variabilidad genética entre los individuos que conforman dicha población fundadora. El enriquecimiento de alelos raros, así como la baja variabilidad génica que existe en estas poblaciones, las constituye como una herramienta fundamental para estudios en genética médica a través de su uso en la identificación de genes implicados en enfermedades de herencia mendeliana (generalmente de herencia recesiva, ya que las patologías con este tipo de herencia quedan "diluidas" entre los heterocigotos en poblaciones con mayor tamaño poblacional) y especialmente las de herencia compleja. Un ejemplo de ello lo encontramos en la población de Cerdeña. Ésta se originó por migración de individuos desde el continente europeo, por lo tanto se trata de una población fundadora. Un estudio reciente realizado en 2120 habitantes de la isla ha permitido identificar la asociación de variantes genéticas raras (es decir con baja frecuencia e incluso ausentes) en las bases de datos consultadas (Proyecto 1000 genomas), a los niveles de lípidos en sangre, como por ejemplo LDL colesterol, y a marcadores de inflamación, aportando una información muy valiosa sobre posibles genes/variantes genéticas implicados en diversas patologías como por ejemplo aterosclerosis. Un ejemplo interesante es la asociación de la mutación Gln40*, en la que se introduce un codón de parada temprano y que en la población sarda es causa de Beta-Talasemia, con una disminución de los niveles de LDL y colesterol total.
El efecto fundador se da con frecuencia en las poblaciones de animales y plantas de las islas oceánicas, descendientes de unos pocos cientos (o decenas) de colonizadores iniciales. No obstante, con el devenir de los siglos, la ausencia de competidores y la gran variedad de nichos sin explotar pueden causar radiaciones masivas de la especie original y formar varias nuevas. Tal es el caso de los lémures de Madagascar o los pinzones de las islas Galápagos, descendientes de unos pocos individuos de una misma especie que colonizaron las islas en tiempos remotos llegando desde el continente.
La especie humana ha presentado a lo largo de la historia distintas poblaciones con efecto fundador, debido al aislamiento en el seno de la sociedad de minorías tanto de forma voluntaria como obligada. Dos ejemplos claros de poblaciones humanas con efecto fundador son:

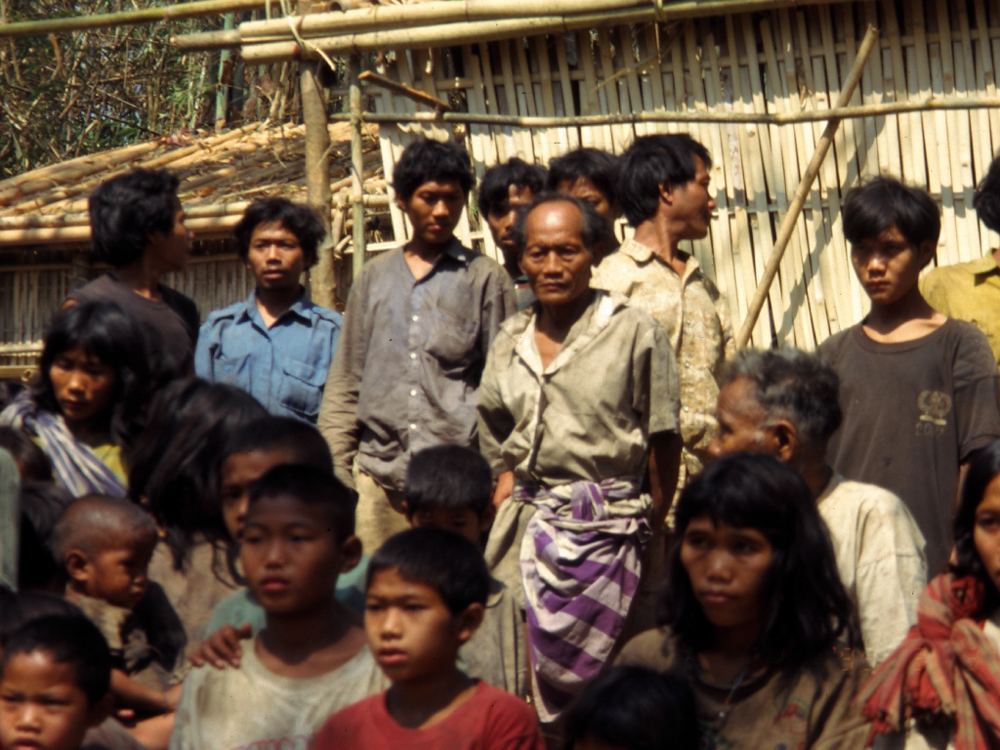
Los mlabri de Tailandia.

- Los amish (menonitas) de Lancaster (Pensilvania). En esta comunidad religiosa y extremadamente conservadora de Estados Unidos, está presente con frecuencia inusitada un gen escasísimo en el resto de la población mundial, que en estado de homocigosis provoca una combinación de enanismo y polidactilia. Desde que se formó en 1770, la comunidad amish ha presentado un porcentaje muchísimo más alto de esta enfermedad. De los amish que hay en el mundo, el 13% porta o manifiesta el gen afectado como consecuencia de que entre los 12 individuos fundadores, uno de ellos era portador del mismo.

- Los mlabri de las selvas de Tailandia son probablemente la única comunidad humana con fundador extremo que se conoce. Según la historia relatada por una tribu vecina (que, al contrario que ellos, es sedentaria y practica la agricultura) los mlabri son los descendientes de un niño y una niña que fueron abandonados río abajo hace 1000 años. En 2005 se realizaron pruebas de ADN a varios individuos de la tribu que arrojaban conclusiones concordantes con esta historia: 58 de los 300 mlabri existentes presentaban cierta secuencia genética idéntica (algo nunca visto en otra población humana) y de acuerdo con la genética, descendían de una sola mujer inicial y menos de 4 hombres, quizás uno solo.